# Горана Баланчевић
Горана Баланчевић (Краљево, 30. јануар 1988) српски је драмски писац и драматург.

## Биографија
Дипломирала је драматургију на Факултету драмских уметности.
Поред драмскког и прозног стваралаштва, написала је неколико сценарија који нису реализовали.
Члан је Удружења драмских писаца Србије и Women Playrights International Conference.

## Награде
- Награда Бранислав Нушић, два пута[1]
- Young Balkan Drama contest, прва награда[1]
- Конкурсу за сценарио Радост Европе 2010[1]
- Годишња награда Књижевног клуба Краљево[1]

## Дела
- Оне[1]
- Огвожђена, драма[1]
- Дробљење, збирка прича[1]
- Уклети рецепт за свилене бомбоне, кратка прича[1]
- Мој живот са нимфоманком, социопатом, брачним паром, Великом Хришћанком и Можда Малом Сандом Лед, крата прича[1]
- Подрумска порција за троје, кратка прича[1]